# Carl Krägen
Carl Philipp Heinrich Krägen (* 17. Mai 1797 in Leubnitz; † 14. Februar 1879 in Dresden) war ein deutscher Pianist, Klavierlehrer und Komponist.

## Leben
Carl Krägen wurde 1854 zum Hofpianisten des Kronprinzen Albert in Dresden ernannt. Er war zugleich Beamter am königlichen Hof zu Dresden. Er wohnte in der Amalienstraße, einem Teil der heutigen St. Petersburger Straße.
Krägen traten u. a. in den 1830ern zusammen mit Clara Wieck auf und war Kollege und Freund von Robert Schumann, Ferdinand Hiller und Friedrich Wieck.

## Werke (Auswahl)
- op. 8 – 6 Caprices ou Exercices pour Pianoforte, Leipzig: Whistling 1829
- op. 9 – 3 Polonaisen pour le Pianoforte, Leipzig: Hofmeister 1834
- op. 11 – 12 Walses pour Pianoforte, Leipzig: Hofmeister 1830
- C. A., Kompositionen für Pianoforte, hrsg. von Carl Krägen, Dresden: Klemm: Sehnsucht, Lied ohne Worte, Pensée fugitive, Morceaux de Salon, Humoreske, Impromptu [Hofmeister XIX: April 1874]
- Albumblätter, Sieben Klavierstücke. Kompositionen für Pianoforte, hrsg. von Carl Krägen, Dresden: Klemm, April 1874; Dresden: Hoffarth, Dezember 1875